# Новая Елшанка (Оренбургская область)
Но́вая Елша́нка — село в Бузулукском районе Оренбургской области. Входит в состав Палимовского сельсовета.

## География
Село находится на расстоянии 10 км к северо-западу от города Бузулук, административного центра района.

## История
Село основано в 1930-е годы переселенцами из села Елшанка Первая.

## Население
| 2003 | 2010 |
| ---- | ---- |
| 330  | ↗408 |

### Национальный состав
Согласно результатам переписи 2002 года, в национальной структуре населения русские составляли 93 % из 335 чел.